# Presiunea de saturație a vaporilor de apă
| t, °C | p, kPa | p, atm |  | t, °C | p, kPa   | p, atm |
| ----- | ------ | ------ |  | ----- | -------- | ------ |
| 0     | 0,6113 | 0,0060 |  | 50    | 12,3440  | 0,1218 |
| 5     | 0,8726 | 0,0086 |  | 55    | 15,7520  | 0,1555 |
| 10    | 1,2281 | 0,0121 |  | 60    | 19,9320  | 0,1967 |
| 15    | 1,7056 | 0,0168 |  | 65    | 25,0220  | 0,2469 |
| 20    | 2,3388 | 0,0231 |  | 70    | 31,1760  | 0,3077 |
| 25    | 3,1690 | 0,0313 |  | 75    | 38,5630  | 0,3806 |
| 30    | 4,2455 | 0,0419 |  | 80    | 47,3730  | 0,4675 |
| 35    | 5,6267 | 0,0555 |  | 85    | 57,8150  | 0,5706 |
| 40    | 7,3814 | 0,0728 |  | 90    | 70,1170  | 0,6920 |
| 45    | 9,5898 | 0,0946 |  | 95    | 84,5290  | 0,8342 |
|       |        |        |  | 100   | 101,3200 | 1,0000 |

Presiunea vaporilor de apă este presiunea exercitată de moleculele de vapori de apă în formă gazoasă (fie pură sau în amestec cu alte gaze precum aerul). Presiunea de saturație a vaporilor de apă este presiunea la care vaporii de apă sunt în echilibru termodinamic cu starea lor condensată. La presiuni mai mari decât presiunea de saturație vaporii de apă s-ar condensa, în timp ce la presiuni mai mici apa s-ar evapora, respectiv gheața ar sublima. Presiunea de saturație a vaporilor crește odată cu creșterea temperaturii și poate fi determinată cu formula Clausius–Clapeyron⁠(d). Punctul de fierbere al apei este temperatura la care presiunea vaporilor saturați este egală cu presiunea ambiantă.
Calculul presiunii de saturație a vaporilor de apă este utilizat curent în meteorologie. Relația temperatură–presiune de vapori descrie, invers, relația dintre punctul de fierbere al apei și presiune. Acest lucru este relevant atât pentru gătitul sub presiune, cât și pentru gătitul la altitudini mari. O înțelegere a presiunii de vapori este, de asemenea, relevantă în explicarea problemelor de respirație și cavitație la altitudine mare.

## Formule de aproximare
Există multe formule publicate pentru calcularea aproximativă a presiunii vaporilor saturați pentru apă și gheață. Unele dintre acestea sunt (în ordinea aproximativă a preciziei crescânde):
| Ecuația August                | {\displaystyle p=\exp \left(20,386-{\frac {5132}{T}}\right)}                                                        | p este presiunea de vapori în mmHg, iar T este temperatura în kelvini. Constantele nu sunt atribuite. |          |          |
| Ecuația Antoine⁠(d)            | {\displaystyle \log _{10}p=A-{\frac {B}{C+t}}}                                                                      | t este în °C, iar presiunea de vapori p în mmHg. Constantele (neatribuite) sunt date de \| A \| B \| C \| tmin, °C \| tmax, °C \| \| ------- \| ------- \| ------- \| -------- \| -------- \| \| 8,07131 \| 1730,63 \| 233,426 \| 1 \| 99 \| \| 8,14019 \| 1810,94 \| 244,485 \| 100 \| 374 \| |          |          |
| Ecuația August–Roche–Magnus   | {\displaystyle p=0,61094\exp \left({\frac {17,625t}{t+243,04}}\right)}                                              | Temperatura t este în °C, iar presiunea de vapori p este în kPa. Constantele provin din ecuația 21 din Alduchov și Eskridge (1996). |          |          |
| Ecuația Tetens⁠(d)             | {\displaystyle p=0,61078\exp \left({\frac {17,27t}{t+237,3}}\right)}                                                | t este în °C, iar p este în kPa |          |          |
| Ecuația Buck⁠(d)               | {\displaystyle p=0,61121\exp \left(\left(18,678-{\frac {t}{234,5}}\right)\left({\frac {t}{257,14+t}}\right)\right)} | t este în °C, iar p este în kPa |          |          |
| Ecuația Goff-Gratch (1946)⁠(d) | (Formă complicată, v. în articolul respectiv.)                                                                      | (Formă complicată, v. în articolul respectiv.) |          |          |
| A                             | B | C | tmin, °C | tmax, °C |
| 8,07131                       | 1730,63 | 233,426 | 1        | 99       |
| 8,14019                       | 1810,94 | 244,485 | 100      | 374      |

### Acuratețea diferitelor formule
Iată o comparație a preciziei formulelor de mai sus, care arată presiunile vaporilor la saturație pentru apa lichidă, în kPa, calculate la șase temperaturi, cu eroarea lor procentuală față de valorile din tabela lui Lide (2005):
| t (°C) | p (Lide) | p (August)       | p (Antoine)      | p (Magnus)        | p (Tetens)       | p (Buck)         | p (Goff-Gratch)  |
| ------ | -------- | ---------------- | ---------------- | ----------------- | ---------------- | ---------------- | ---------------- |
| 0      | 0,6113   | 0,6593 (+7,85 %) | 0,6056 (-0,93 %) | 0,6109 (-0,06 %)  | 0,6108 (-0,09 %) | 0,6112 (-0,01 %) | 0,6089 (-0,40 %) |
| 20     | 2,3388   | 2,3755 (+1,57 %) | 2,3296 (-0,39 %) | 2,3334 (-0,23 %)  | 2,3382 (+0,05 %) | 2,3383 (-0,02 %) | 2,3355 (-0,14 %) |
| 35     | 5,6267   | 5,5696 (-1,01 %) | 5,6090 (-0,31 %) | 5,6176 (-0,16 %)  | 5,6225 (+0,04 %) | 5,6268 (+0,00 %) | 5,6221 (-0,08 %) |
| 50     | 12,344   | 12,065 (-2,26 %) | 12,306 (-0,31 %) | 12,361 (+0,13 %)  | 12,336 (+0,08 %) | 12,349 (+0,04 %) | 12,338 (-0,05 %) |
| 75     | 38,563   | 37,738 (-2,14 %) | 38,463 (-0,26 %) | 39,000 (+1,13 %)  | 38,646 (+0,40 %) | 38,595 (+0,08 %) | 38,555 (-0,02 %) |
| 100    | 101,32   | 101,31 (-0,01 %) | 101,34 (+0,02 %) | 104,077 (+2,72 %) | 102,21 (+1,10 %) | 101,31 (-0,01 %) | 101,32 (0,00 %)  |

## Aproximări numerice
Pentru aplicații serioase, Lowe (1977) a dezvoltat două perechi de ecuații pentru temperaturi peste și sub cea de îngheț a apei, cu diferite grade de precizie. Toate sunt foarte precise (comparativ cu Clausius-Clapeyron și Goff-Gratch) și, pentru calcule foarte eficiente, folosesc polinoame imbricate. Totuși, există formulări posibil superioare, în special Wexler (1976, 1977), menționate de Flatau ș.a. (1992). Exemple de utilizare modernă a acestor formule pot fi găsite în GISS Model-E de la NASA și Seinfeld și Pandis (2006). Prima este o ecuație Antoine extrem de simplă, în timp ce a doua este un polinom.

## Reprezentări grafice ale dependenței presiunii de temperatură

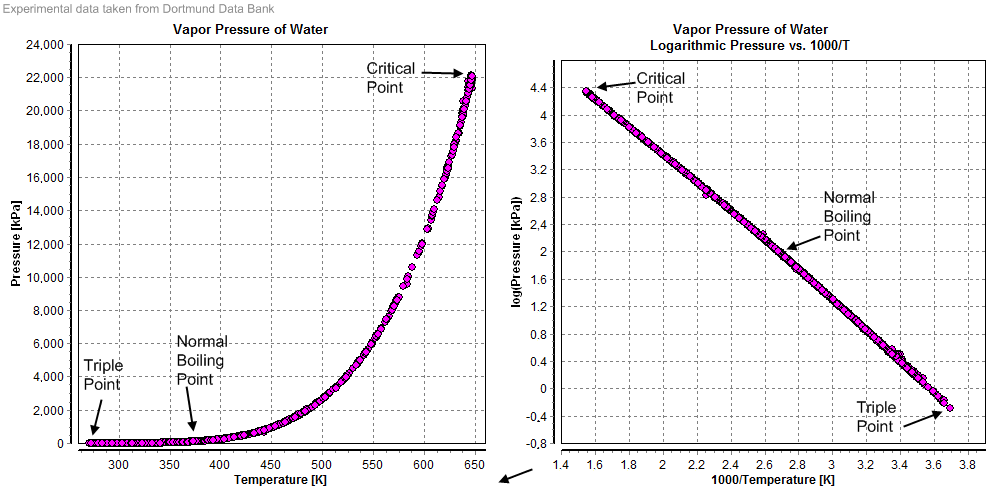
Diagramele presiunii vaporilor apei; date preluate de la Dortmund Data Bank.
În diagrame sunt evidențiate punctul triplu, punctul critic și punctul de fierbere al apei la 1 atm.